# Vincenzo Biani
Vincenzo Biani (Perugia, 7 giugno 1901 – 15 aprile 1991) è stato un generale e aviatore italiano, che prese parte alla Crociera aerea del decennale. Durante la seconda guerra mondiale, tra il 1940 e il 1942 fu Capo della divisione operazioni dello Stato maggiore della Regia Aeronautica, e quindi, nel 1943, Vicecomandante e poi Comandante dell'aeronautica della Tunisia. Insignito della Croce di Cavaliere dell'Ordine militare d'Italia, e decorato con una medaglia d'argento e due di bronzo al valor militare e di una Croce di guerra al valor militare. Nel suo libro Ali italiane nel Deserto descrisse l'utilizzo da parte della Regia Aeronautica di aggressivi chimici, in particolare iprite, contro i guerriglieri e le popolazioni libiche.

## Biografia
Nacque a Perugia il 7 giugno 1901. Compì gli studi liceali nella sua città natale, laureandosi poi dottore in scienze agrarie. Tra i fondatori del Fascio di Combattimento di Perugia, partecipò a tutte le spedizioni condotte dalle squadre d'azione perugine in Umbria, Toscana, Lazio, e alla successiva marcia su Roma. Arruolatosi nella Regia Aeronautica nell'ottobre 1923, conseguì il brevetto di pilota militare il 1 settembre 1924 e quindi, dietro sua domanda, nel 1925 fu assegnato all'Aeronautica della Tripolitania. Partecipò alle operazioni belliche per la riconquista della colonia, che descrisse poi in un successivo libro di memorie intitolato Ali italiane nel Deserto. In esso si descriveva l'utilizzo dell'iprite da parte degli aerei contro i ribelli popolazioni libiche, attacchi chimici autorizzati dal generale Rodolfo Graziani. Durante tali operazioni compì circa 1.000 ore di volo sui territori ribelli, quasi tutte in missione di guerra. Promosso capitano per merito di guerra, fu decorato con una Medaglia d'argento e due di bronzo e una Croce di guerra al valor militare. Nel 1929 fu insignito del Premio Baracca. Nel 1933 partecipò alla Crociera aerea del Decennale, pilotando un Savoia-Marchetti S.55A (matricola I-BIAN), appartenente alla VI "Squadriglia Verde Stellata", con a bordo il maresciallo pilota Ireneo Moretti, il primo aviere motorista Igino Manara, e il sergente radiotelegrafista Amedeo Suriano. Al termine della crociera aerea fu insignito della relativa Medaglia commemorativa.
Promosso colonnello, tra il 1939 e il 1940 fu addetto aeronautico presso l'Ambasciata d'Italia a Londra, dove stilò importanti relazioni sullo stato della Royal Air Force nei primi mesi del secondo conflitto mondiale.
Dopo l'entrata in guerra del Regno d'Italia, avvenuta il 10 giugno 1940, assunse l'incarico di Capo della divisione operazioni dello Stato Maggiore della Regia Aeronautica. Dopo l'invasione della Tunisia, avvenuta in risposta all'inizio dell'operazione Torch (novembre 1942), cioè l'invasione alleata del Marocco e dell'Algeria francesi, partecipò alla relativa campagna, dapprima come vicecomandante, e poi come comandante dell'aeronautica della Tunisia, cadendo prigioniero all'atto della capitolazione della forze dell'Asse, avvenuta nel maggio 1943. Trasferito negli Stati Uniti d'America, dopo la firma dell'armistizio dell'8 settembre 1943 aderì  all'appello lanciato dal governo di Brindisi, ma non fu liberato rimanendo prigioniero di guerra fino alla fine del conflitto. Concluse la carriera militare con il grado di generale di squadra aerea, e fu anche direttore dell'aeroporto di Ciampino. Una via di Perugia porta il suo nome.

## Pubblicazioni
- Ali italiane sul Deserto, Bemporad, Firenze,. 1933.

### Annotazioni
1. ↑  Nel volume Ali italiane nel Deserto viene descritto l'attacco compiuto nel gennaio 1928 da 8 IMAM Ro.1 contro la piccola oasi di Gife, situata tra la costa mediterranea a sud di Nufilia e la catena dei monti Harugi, che fu distrutta da bombe, alcune delle quali caricate a gas, e attacchi con le mitragliatrici a volo radente.

### Fonti
1. ↑  Ufficio Storico dell'Aeronautica Militare 1969, p. 54.
2. ↑   in memoria, su m.facebook.com. URL consultato il 7 giugno 2021.
3. 1 2 3 4 5 6  Mancini 1936, p. 89.
4. 1 2  Randazzo 2008, p. 11.
5. ↑  Alegy 1997, p. 549.
6. ↑  A forma di idea.
7. 1 2 3  Petacco 2011, p. 137.
8. ↑  Paribeni 1950, p. 819.
9. ↑   Via Vincenzo Biani in Perugia, su nuove strade, -001-11-30T00:00:00+01:00. URL consultato il 9 febbraio 2021.
10. ↑  Sito web del Quirinale: dettaglio decorato.
11. ↑  Bollettino Ufficiale 1948 dispensa 5, pag.247, e Bollettino Ufficiale 1948 dispensa 29, pag.2985.
12. ↑  Gazzetta Ufficiale del Regno d'Italia n.47 del 26 febbraio 1932, pag.999.
13. ↑  Gazzetta Ufficiale del Regno d'Italia n.230 del 2 ottobre 1939, pag.48.